# Advance Wars: Dark Conflict
Advance Wars: Dark Conflict, conocido en las Américas como Advance Wars: Days of Ruin y en Japón como Famicom Wars DS 2(ファミコンウォーズDS2 失われた光), es un videojuego táctico por turnos desarrollado por Intelligent Systems y distribuido por Nintendo para Nintendo DS. Es el último juego perteneciente a la serie de juegos Advance Wars, siendo el cuarto juego de la saga (y el N.º 12 en general de la serie Nintendo Wars) y el segundo en llegar a Nintendo DS después de Advance Wars: Dual Strike. El juego llegó al mercado el 21 de enero de 2008 en Estados Unidos, el 25 de enero de 2008 en Europa y el 21 de febrero del mismo año en Australia. En Japón, se lanzó el 30 de octubre de 2013 para Nintendo 3DS pero solo vía Nintendo eShop.
Advance Wars: Dark Conflict ha sido diseñado para tener una atmósfera oscura y un tono más serio en contraste con las pasadas entregas de la saga, teniendo además un hilo argumental independiente de los juegos anteriores.

## Trama
Situada en un mundo posapocalíptico, la historia se centra en el Batallón 12 de Laurentia, uno de los restos supervivientes del ejército de Laurentia, el cual ha sido encerrado en una larga guerra con su rival, Zephyria, antes de la caída de una devastadora lluvia de meteoritos a nivel mundial.
En el periodo posterior a los meteoritos, el batallón se dedica a salvar a otros supervivientes de la catástrofe a pesar de que, aun estando la nación de Laurentia como la de Zephyria destrozadas, reanudan su guerra la una contra la otra. Mientras tanto, una misteriosa facción, Intelligent Defense Systems, al mando de Stolos ,empuja a ambas partes a profundizar en el conflicto desde una distinta perspectiva, siendo esta sus más profundas y ocultas intenciones, aventajado a la destrucción.